# 谢毓寿
谢毓寿（1917年—？），男，江苏苏州人，中国地球物理学家、地震学家，曾任国家地震局地球物理研究所研究员。